# Jönköping
Jönköping (/ˈjœnʃøːpiŋ/) è una città di 93 797 abitanti della provincia dello Småland, in Svezia. La città è capoluogo della municipalità omonima (pop. 121 871) e della contea omonima (pop. 330 000). Jönköping è la città più popolosa della provincia dello Småland ed è anche la decima città più grande della Svezia.

## Etimologia
La prima parte del nome della città, Jön-, deriva da Junebäcken, il nome di un ruscello che si trova in quella che oggi è la parte occidentale della città, Talavid. Questo era il luogo del primo insediamento conosciuto nella zona. La seconda parte del nome, -köping, è una parola antica per indicare centri di commercio e mercati.

## Geografia fisica
Geograficamente la città è situata vicino all'estremo meridionale del secondo lago più grande della Svezia, il Vättern. È lambita da una lunga spiaggia di sabbia.
Si tratta di un'antica città commerciale (köping) grazie alla sua posizione sul crocevia delle strade che seguono i fiumi Nissan e Lagan e della strada che collega le province Ostrogothia e Westrogothia.

## Storia
Il 18 maggio 1284, Jönköping ricevette lo stato di città come una delle prime comunità del paese direttamente dal re Magnus Ladulås, che al tempo governava la nazione dalla più grande isola del lago Vättern, l'isola Visingsö. 

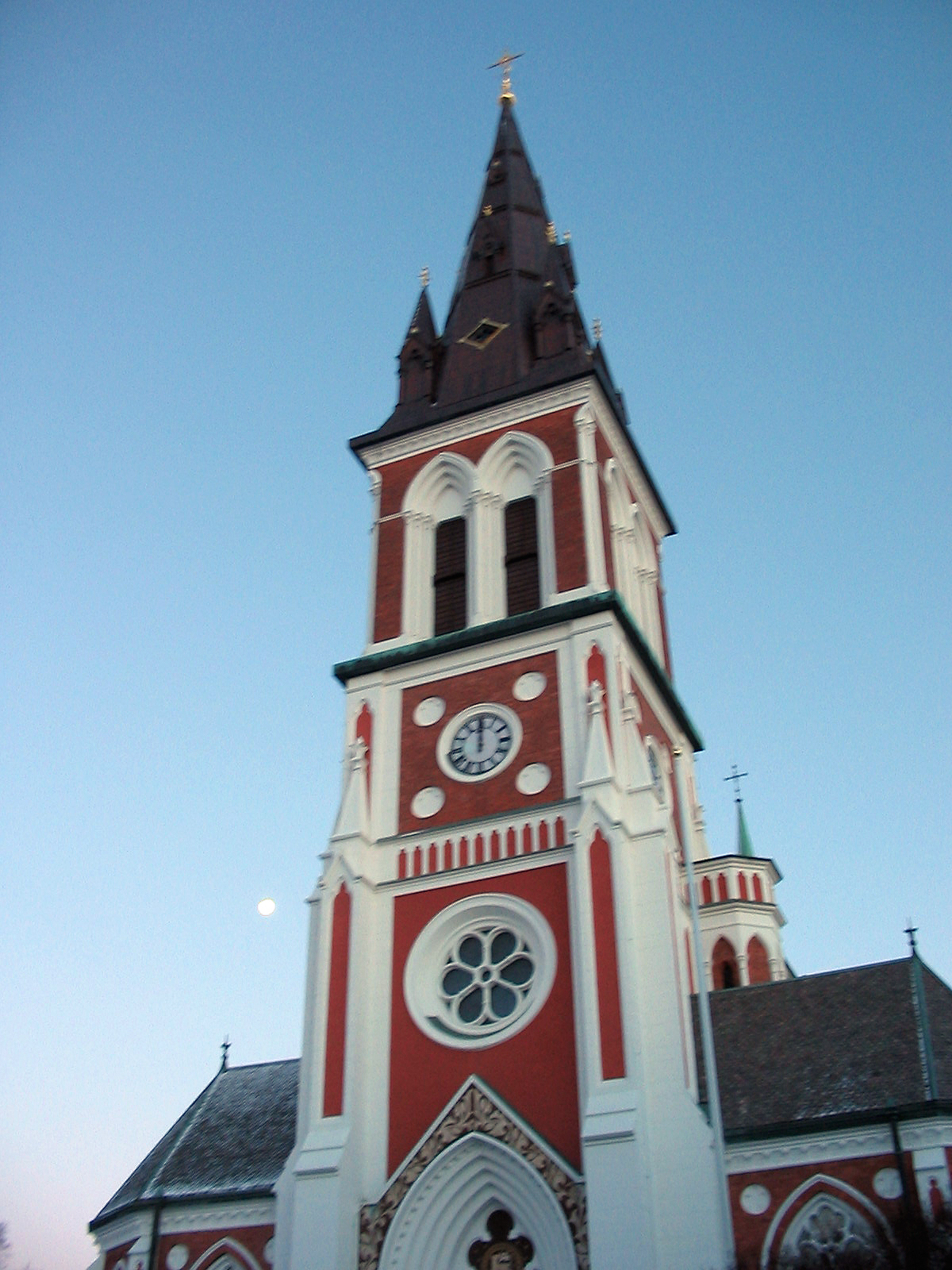
Chiesa di Sofia a Jönköping, stile neogotico, 1888

La posizione geografica della città tuttavia la lasciava esposta e vulnerabile agli attacchi stranieri, in particolare da parte dei danesi, provenienti dal sud attraverso i fiumi; a quel tempo le province di quello che oggi è il sud della Svezia — Scania, Halland and Blekinge — appartenevano alla Danimarca. Di conseguenza Jönköping fu saccheggiata ed incendiata diverse volte fino a che non venne costruita una fortificazione tra il XVI e XVII secolo.
Fu a Jönköping che il 10 dicembre 1809 venne conclusa la pace che poneva termine alla guerra danese-svedese del 1808-1809.

## Economia
L'area urbana ormai include a est la città industriale di Huskvarna. Jönköping è conosciuta per la sua industria di fiammiferi (1845-1970).
Ancora oggi è un importante centro logistico per la Svezia, con magazzini centrali di molte importanti compagnie come IKEA, Electrolux e Husqvarna.
Jönköping possiede inoltre un grande centro fiere chiamato Elmia. Tra le varie fiere (che sono tra le più grandi in Europa) c'è la Elmia Wood che è considerata la più grande fiera di legname al mondo. Dal 2002 Elmia è anche la sede del più grande LAN party al mondo, il DreamHack.

## Cultura
Jönköping è oggi una delle città più importanti per l'educazione di alto livello grazie all'Università di Jönköping che ogni anno raccoglie anche un gran numero di studenti stranieri.

## Amministrazione

### Gemellaggi
- Gorzów Wielkopolski